# Leverella novaeguineae
Leverella novaeguineae là một loài ruồi trong họ Tachinidae.